# Diidrogenofosfato di sodio
Il diidrogenofosfato di sodio (o bifosfato di sodio) è un sale di sodio dell'acido fosforico.
A temperatura ambiente si presenta come un solido cristallino incolore inodore.
Questo composto viene espulso attraverso le urine umane ad esempio nel caso in cui si verifichi una compensazione metabolica renale di un'alcalosi respiratoria.